# Caratê nos Jogos Pan-Americanos de 2015 - Até 61 kg feminino
A categoria até 61 kg feminino foi uma das disputas do caratê nos Jogos Pan-Americanos de 2015 em Toronto. Foi realizada no Centro Esportivo Mississauga, em Mississauga  no dia 24 de julho.

## Calendário
Horário local (UTC-4).
| Data        | Horário | Fase          |
| ----------- | ------- | ------------- |
| 24 de julho | 15:10   | Primeira fase |
| 24 de julho | 20:25   | Semifinal     |
| 24 de julho | 21:15   | Final         |

## Medalhistas
| Ouro   | PER Alexandra Grande                    |
| Prata  | DOM Karina Diaz                         |
| Bronze | CHI Daniela Lepin MEX Merillela Arreola |

## Resultados

### Grupo 1
| Atleta             | Nacionalidade            | J | V | E | D | Pontos | Pontos | Pontos |
| Atleta             | Nacionalidade            | J | V | E | D | PF     | PC     | Dif    |
| ------------------ | ------------------------ | - | - | - | - | ------ | ------ | ------ |
| Alexandra Grande   | PER Peru                 | 3 | 2 | 1 | 0 | 17     | 8      | +9     |
| Karina Diaz        | DOM República Dominicana | 3 | 1 | 1 | 1 | 10     | 9      | +1     |
| Kamille Desjardins | CAN Canadá               | 3 | 1 | 0 | 2 | 7      | 7      | 0      |
| Jacqueline Factos  | ECU Equador              | 3 | 1 | 0 | 2 | 5      | 15     | -10    |

|                        | Resultados |                       |
| ---------------------- | ---------- | --------------------- |
| CAN Kamille Desjardins | 3–0        | ECU Jacqueline Factos |
| PER Alexandra Grande   | 4–4        | DOM Karina Diaz       |
| CAN Kamille Desjardins | 3–4        | PER Alexandra Grande  |
| ECU Jacqueline Factos  | 4–3        | DOM Karina Diaz       |
| CAN Kamille Desjardins | 1–3        | DOM Karina Diaz       |
| ECU Jacqueline Factos  | 1–9        | PER Alexandra Grande  |

### Grupo 2
| Atleta            | Nacionalidade      | J | V | E | D | Pontos | Pontos | Pontos |
| Atleta            | Nacionalidade      | J | V | E | D | PF     | PC     | Dif    |
| ----------------- | ------------------ | - | - | - | - | ------ | ------ | ------ |
| Merillela Arreola | MEX México         | 3 | 1 | 2 | 0 | 1      | 0      | +1     |
| Daniela Lepin     | CHI Chile          | 3 | 1 | 1 | 1 | 11     | 5      | +6     |
| Franyerlin Brito  | COL Colômbia       | 3 | 1 | 1 | 1 | 1      | 8      | -7     |
| Joane Orbon       | USA Estados Unidos | 3 | 1 | 0 | 2 | 5      | 5      | 0      |

|                       | Resultados |                       |
| --------------------- | ---------- | --------------------- |
| COL Franyerlin Brito  | 0–8        | CHI Daniela Lepin     |
| MEX Merillela Arreola | 1–0        | USA Joane Orbon       |
| COL Franyerlin Brito  | 0–0        | MEX Merillela Arreola |
| CHI Daniela Lepin     | 3–5        | USA Joane Orbon       |
| COL Franyerlin Brito  | 1–0        | USA Joane Orbon       |
| CHI Daniela Lepin     | 0–0        | MEX Merillela Arreola |

### Final
|  | Semifinal             | Semifinal       |   |  | Final                | Final |  |
|  |                       |                 |   |  |                      |       |  |
|  |                       |                 |   |  |                      |       |  |
|  | PER Alexandra Grande  | 5               |   |  |                      |       |  |
|  | CHI Daniela Lepin     | 1               |   |  |                      |       |  |
|  |                       |                 |   |  |                      |       |  |
|  |                       |                 |   |  |                      |       |  |
|  |                       |                 |   |  | PER Alexandra Grande | 4     |  |
|  |                       | DOM Karina Diaz | 3 |  |                      |       |  |
|  |                       |                 |   |  |                      |       |  |
|  |                       |                 |   |  |                      |       |  |
|  |                       |                 |   |  |                      |       |  |
|  |                       |                 |   |  |                      |       |  |
|  | DOM Karina Diaz       | 2               |   |  |                      |       |  |
|  | MEX Merillela Arreola | 1               |   |  |                      |       |  |